# Mouvement de gauche (Belgique)
Le Mouvement de gauche (MG) est un parti politique belge fondé le 20 avril 2012 par Bernard Wesphael, ex-député du parti Ecolo.
Le 28 avril 2017, le Mouvement de gauche annonce sa fusion avec le Mouvement VEGA pour former le mouvement Demain.

## Création et dissensions
Le Mouvement de gauche est fondé le 20 avril 2012 par Bernard Wesphael, membre fondateur d'Ecolo, ancien chef de groupe au Parlement wallon et candidat malheureux à la co-présidence d'Ecolo en mars 2012. Le 9 mai 2012,  le député écolo démissionnaire revendique un millier d'adhérents au Mouvement de gauche. 
Un premier comité exécutif mis en place comporte des personnes issues d'Ecolo à l'instar de Marie Corman, ancienne colistière aux côtés de Bernard Wesphael à l'élection à la présidence de ce parti, des cadres du Mouvement socialiste (MS) ou encore des syndicalistes issus notamment de la CSC et de la FGTB[réf. souhaitée]. 
En septembre 2013, au terme de 18 mois d'existence, les dissensions minent le parti qui ne décolle pas dans les enquêtes d'opinion et Bernard Wesphael, qui déclare n'avoir pas réussi à faire une synthèse des différents courants, dénonce « l’entrisme forcé d’anciens socialistes (exclus du PS, dissidents) qui entendent faire du MG un PS-bis en termes de méthode » et « une forme de totalitarisme idéologique » dans leur chef. Il déclare alors vouloir s'éloigner du MG en janvier 2014 « si le parti ne trouve pas de second souffle ». 

### Affaire Wesphael et défections
Mais le 1er novembre 2013, soupçonné d'avoir assassiné son épouse, Bernard Wesphael est arrêté et incarcéré. Caroline Bertels, vice-présidente, est portée à la présidence ad interim  du parti.
Les dissensions internes s'accentuent et près d'une trentaine de responsables et militants - dont la présidente ad interim Caroline Bertels - quittent le parti fin décembre 2013 pour rejoindre Vega, reprenant à leur compte les critiques du fondateur sur « l'entrisme d'éléments toxiques individuels et institutionnels qui ont gangrené le MG ».

## Réorganisation
Il reste essentiellement alors des anciens du MS, conduits par le flémallois Francis Biesmans, responsable selon les proches de Wesphael de l'« entrisme » déjà dénoncé. Les départs ne représenteraient alors qu'environ 10 % des adhérents. Le Mouvement de gauche doit alors se réorganiser : le 26 janvier 2014, après avoir opéré une révision de ses statuts, lesquels prévoient dorénavant une parité de genre obligatoire, il est procédé à l'élection de la coprésidence qui porte à sa tête Francis Biesmans et Marie-Françoise Lecomte pour mener la campagne électorale. 
Lors des élections de mai 2014, le MG obtient 0,07 % des voix aux législatives ainsi qu'aux européennes, et 0,24 % en Wallonie aux élections régionales.
Le 6 octobre 2014, une nouvelle présidence est élue; dont Gérard Gillard, informaticien à l'ERM.

## Démissions
Le 25 juin 2014, Bernard Wesphael, toujours incarcéré en détention préventive, annonce qu'il quitte le parti. Il est accompagné de 37 autres membres dont Saïd Cherrid, ancien candidat à Charleroi sur les listes MR,, cofondateur du MG et secrétaire politique démissionnaire de l’arrondissement de Charleroi. Les démissionnaires estiment que « le parti est victime d'une dérive autoritaire de la direction en place depuis le congrès de janvier 2014 », que le manifeste et les idées qui présidaient à la création du MG ont disparu et que « la démocratie participative et la citoyenneté qui en étaient les fondements mêmes sont bafouées ».

## Demain
Le 28 avril 2017, le Mouvement de gauche annonce sa fusion avec le Mouvement VEGA pour former le Mouvement Demain. Demain se présente aux élections communales de 2018 dans plusieurs communes.